# Fernanda Tomé
Fernanda Davis Tomé (Penápolis, 10 de dezembro de 1989) é uma voleibolista indoor brasileira que atua posição de  ponteira pelos clubes nacionais e internacionais, e representou as categorias de Seleção Brasileira na conquista da medalha de ouro no Campeonato Sul-Americano Sub-20 de 2006 na Venezuela, foi campeã do Montreux Volley Master de 2017 e semfinalista da Copa Pan-Americana de 2018 na República Dominicana. Conquistou a medalha de bronze no Campeonato Asiático de Clubes de 2022 no Casquistão

## Carreira
Em sua cidade natal, começou a treinar vôlei quando tinha 13 anos com a professora Deja, no Ginásio Municipal de Esportes Antônio Castilho Braga., no ano seguinte foi convidada para um teste e foi aprovada para integrar as categorias de base do Finasa/Osasco e a princípio seus pais é filha de Sueli Davis e de Carlos Ribeiro Tomé, estavam resistentes em autorizar sua ida para longe por ser adolescente e aceitaram, e ela se correspondia com eles naquela época por cartas e telefone público.
Foi convocada em 2006 foi convocada pelo técnico Almyr Ferreira  para Seleção Paulista para disputar o Campeonato Brasileiro de Seleções, categoria juvenil, Divisão Especial, realizado em Brusque,ocasião que finalizou com o bronze.. Ainda em 2006, recebeu convocação do técnico Luizomar de Moura para compor a seleção brasileira juvenil que disputaria o Campeonato Sul-Americano Sub-20 (Juvenil) em Caracas, Venezuela, e obteve o título da competição de forma invicta e a qualificação para o  Mundial Juvenil do ano seguinte
Em 2007 foi novamente convocada  pelo técnico Almyr Ferreira para Seleção Paulista para disputar o Campeonato Brasileiro de Seleções de 2007, categoria juvenil da Divisão Especial,  realizado em Brusque, conquistando o título desta vez.
Nas competições de 2007-08, foi contratada pelo Mackenzie/ Cia. do Terno e disputou a correspondente Superliga Brasileira A encerrando na nona colocação.Transferiu-se para o Pinheiros/Mackenzie  na temporada 2008-09,  vestindo a camisa#04 do clube disputou a Superliga Brasileira A 2008-09, avançou as quartas de final, terminou em quinto lugar.
Pelo São Caetano/Blausigel competiu por mais uma jornada esportiva conquistou o título dos Jogos Regionais de Santo André em 2009, obteve também  neste mesmo ano o título da Copa São Paulo e o ouro nos Jogos Abertos de Santa André e avançou as semifinais da Superliga Brasileira A 2009-10 encerrando com o bronze na competição consecutivamente.
Representou no período de 2010-11 o clube BMG/São Bernardo e foi semifinalista do Campeonato Paulista de 2010, alcançou o vice-campeonato nos Jogos Abertos do Interior em Santos de 2010 e disputou a Superliga Brasileira A referente a temporada citada, disputando a fase das quartas de final nesta edição, finalizando na oitava colocação.
Retonou para o São Caetano Voleibol na temporada 2011-12 disputando a correspondente Superliga Brasileira A, encerrou nesta edição na décima segunda colocação. No período de 2012 a 2015 esteve atuando pelo Uniara/Fundesport, disputou o extinta Liga Nacional visando o acesso da elite nacional,  disputou o Campeonato da Federação Universitária Paulista de Esportes, o clube estreou na elite nacional na tempora da 2013-14  e competiu na jornada 2014-15, vencendo os Jogos Estaduais Universitário e qualificou-se para a Superliga Brasileira A 2014-15 e na temporada 2015-16 o time competiu como Vôlei Nestlé/Araraquara conquistando a Superliga Brasileira B 2016.
Novamente foi convocada para representar o país em edições da Universíada de Verão, desta vez foi em 2017, sendo realizada em Taipei, ocasião que cursava Administração pela Universidade Paulista (UNIP)  e vestindo a camisa  2 conquistou a nona posição.Foi relacionada para disputar pela  Seleção Brasileira em 2017 a edição do Montreux Volley Masters conquistando o título. e foi relacionada para a disputa do Grand Prix.Disputou pela Seleção Brasileira, vestindo a camisa#20, a edição da da Copa Pan-Americana realizada em Santo Domingo e ao final da competição disputou a medalha de bronze, mas terminou na quarta posição.
Teve mais três temporadas com passagem pelo São Caetano Voleibol/São Cristóvão Saúde, nos períodos de 2016-17, 2017-18 e 2018-19.Na temporada 2019-20 foi contratada pelo Audax Osasco e foi vice-campeã do Campeonato Paulista de 2019 e a temporada foi interrompida por causa da Pandemia da COVID-19, estava em negociação com um time turco do Bolu Belediyespor que disputava a segunda divisão, mas, sofreu uma contusão e após três meses retornou.Depois de recuperada foi contratada pelo Fluminense sendundo vice-campeã do Campeonato Carioca de 2020.Na temporada de 2021-22 passou atuar no voleibol tailandês, pelo Diamond Food VC e sagrou-se campeã nacional  e foi medalhista de bronze no Campeonato Asiático de Clubes de 2022 sediado em Semei.Em 16 de junho de 2022 recebeu da Câmara Municipal de Penápolis a Medalha Ayrton Senna, pela projeção nacional e internacional esportiva, honraria proposta pela então presidente do Legislativo, Letícia Sader (MDB)
No período de 2022-23, atuou pelo clube isralense do Hapoel Kfar Saba e disputou a Challenge Cup e com a temporada em andamento passou atuar no voleibol indonésio pelo Jakarta STIN BIN.. No período de 2023-24, transferiu-se para o voleibol peruano, defendendo nesta temporada o UMSP sagrando-se vice-campeão da LNSV e premiada como melhor ponteira e melhor ataque, sendo a segunda maior pontuadora da competição.

## Títulos e resultados
- Copa Pan-Americana:2018
- Campeonato Peruano 2023-24
- Superliga Brasileira A:2009-10
- Superliga Brasileira B:2016
- Campeonato Paulista:2019
- Campeonato Paulista:2009
- Copa São Paulo:2009
- Jogos Regionais de Santo André:2009
- Jogos Abertos de Santo André:2009
- Campeonato Brasileiro de Seleções Juvenil (Divisão Especial):2007
- Campeonato Brasileiro de Seleções Juvenil (Divisão Especial):2006

## Premiações individuais
- Melhor Ponteira da Liga Superior Peruana de 2023-24
- Melhor ataque da Liga Superior Peruana de 2023-24